# Macari Golferichs i Losada
Macari Golferichs i Losada   (Barcelona, 8 de maig de 1866 - Barcelona, 16 de febrer de 1938)fou un enginyer, empresari, comerciant, dibuixant i col·leccionista català.

## Biografia
Fill de Macari Golferichs i Coma, metge natural de Barcelona, i Carolina Losada i Blanco, natural de Toledo. Es va casar amb Maria Mercè Santmartí i Vidal.
Especialitzat en el comerç de fusta exòtica, en el seu temps d'oci va actuar com un dels promotors culturals de l'època, molt interessat en la recuperació del patrimoni cultural català. Destaca la seva col·laboració en la restauració de Santa Maria de Ripoll.
Ferm defensor del modernisme català, el 1900 va encarregar la construcció de la seva residència a l'arquitecte Joan Rubió i Bellver.
Reuní una important col·lecció de teixits coptes que fou adquirida el 1904 per la Junta de Museus (Barcelona, Museu Tèxtil). Creà a la Biblioteca de Catalunya un important repertori iconogràfic d'Espanya (1915). Escriví dues monumentals obres arqueològiques (El Islam i Cartago-Hispania), que han romàs inèdites, i col·laborà a diverses publicacions sobre temes arqueològics. Va publicar diversos articles sobre història de l'art, entre els quals destaquen La Alhambra i Colonización de España: proyecto de colonización de 10.000 hectáreas de terreno regable en el término judicial de Baza, provincia de Granada, aplicado al sistema catalán de aparcería.
Personatge polifacètic, fou soci actiu del Centre Excursionista de Catalunya.
Part del fons de la Família Golferichs es conserva a l'Arxiu Històric de la Ciutat de Barcelona.